# ضمان المزارع
ضمان المزارع هو شهادة للمنتجات الزراعية للتأكيد على مبادئ ضمان الجودة. إن التأكيد على ضمان الجودة يعني أنه بالإضافة إلى فحص المنتجات، قد تتضمن أنظمة ضمان المزرعة معايير وإصدار الشهادات الخاصة بالتتبع وطرق الإنتاج والنقل والإمدادات.
تزعم جميع خطط ضمان المزارع ضمان مستويات عالية من رعاية الحيوان، على الرغم من وجود اختلافات كبيرة في المتطلبات المتعلقة بكيفية الحفاظ على الحيوانات ورعايتها.
في المملكة المتحدة وأستراليا، تعتمد برامج ضمان المزرعة الرئيسية على نظام إدارة الجودة للسلامة الغذائية الذي نشأ مع وكالة الفضاء الأمريكية ناسا، المعروفة باسم تحليل المخاطر ونقاط التحكم الحرجة. في هذه البلدان وغيرها، يعتمد التأمين /الضمان على المبادئ والمعايير لممارسات التصنيع الجيدة والممارسات الزراعية الجيدة والممارسات الصحية الجيدة والممارسات التجارية الجيدة.
تشمل أمثلة خطط ضمان المزارع ما يلي:
- شهادة العضوية
- مشروع العضويات غير المعدلة وراثيًا وهو منظمة أمريكية ذات برنامج للتحقق من المنتجات الخاص بها يصدق على المنتجات التي تتبع أفضل الممارسات لتجنب تلوث الكائنات المعدلة وراثيًا
- علامة الجرار الزراعي الأحمر برنامج ضمان الجودة في المملكة المتحدة للمنتجات الحيوانية والمحاصيل [6]
- شهادة Freedom Food، لضمان رعاية الحيوان من الجمعية الملكية لمنع القسوة تجاه الحيوانات.[7]

- برنامج البذرة الآمنة، في ولاية إنديانا[8]
- نظام التحكم المتسلسل المتكامل، برنامج هولندا [5]
- مجموعة صناعة الألبان الأسترالية من البرامج القائمة على تحليل المخاطر ونقاط التحكم الحرجة[3]

في عام 2004، تم تأكيد 65 ٪ من إنتاج المزارع في المملكة المتحدة، وبحلول عام 2006، تم تعبئة ما قيمته 6 مليارات جنيه إسترليني من الأغذية سنويًا تحت علامة ضمان مزرعة Red Tractor في المملكة المتحدة، بما في ذلك أكثر من 90 ٪ من إنتاج الخنازير والألبان في البلاد.
تُمنح بعض خطط ضمان المزارع قوة قانونية، إما عن طريق استخدام العلامات التجارية أو عن طريق الرقابة من قِبل المنظمين الحكوميين للزراعة والمعايير الغذائية. وبينما يرتبط معظمها بإنتاج الغذاء، يمكن تطبيق ضمان المزرعة على المنتجات الزراعية الأخرى، مثل المنسوجات والزهور والتبغ والوقود الحيوي.
من أجل الحصول على شهادة المنتج الزراعي، قد يكون من الضروري ضمان الإمدادات الزراعية. على سبيل المثال، يتم دعم مخطط الجرارات الن.حمراء في المملكة المتحدة من خلال برامج ضمان للأعلاف والأسمدة

## معايير أخرى للجودة / معايير الجودة الأخرى
تستند معايير الجودة الزراعية الأخرى المستخدمة على نطاق واسع بشكل كامل على فحص المنتج، ولا تعتمد على جوانب أخرى لضمان الجودة. أحد الأمثلة على مثل هذا البرنامج هو معايير الجودة في الولايات المتحدة للتصنيف والتصديق والتحقق: تعتمد درجات اللحم البقري لوزارة الزراعة الأمريكية على الصفات المادية للحم، بالإضافة إلى عمر الحيوان.